# Есиль
Есиль (каз. Есіл) — город в Казахстане, административный центр Есильского района Акмолинской области, в 340 км от областного центра города Кокшетау. Код КАТО: 114820100.

## География
Расположен на правом берегу реки Ишим. Узел железнодорожных линий на Астану, Карталы, Аркалык.

## История
С 22 октября 1955 года центр Есильского района. С 1958 года рабочий посёлок, с 1963 года город. В 1970-1988 и 1990-1997 годах входил в Тургайскую область.На основании постановления ВЦИК от 23 июля 1930 года на территории Казахстана было введено районное деление, в основу которого положены укрупнённые районы 1929 года, с частичным образованием новых районов.
В числе новых значится Есильский район, образованный из Пролетарского и части Атбасарского районов Акмолинского округа, с центром в село Кийме (утверждён 10 февраля 1935 года) .
Район занимал значительную территорию бывшего Акмолинского округа. В северной части он граничил с Рузаевским районом, с восточной с Атбасарским и Кургальджинским, с южной с Карсапакпайским, с западной с Семиозерным и Убаганским, с юго- западной с Батпакаринским (в 1936 году переименован в Амангельдинский).
20 февраля 1932 года образована Карагандинская область, Есильский район вошёл в состав Карагандинской области. 29 июня 1936 года была образована Северо-Казахстанская область с центром в городе Петропавловске. Областной центр Карагандинской области был перенесён в Караганду. Есильский район вошёл в состав Северо-Казахстанской области.
Указом Президиума Верховного Совета СССР от 14 октября 1939 года создана Акмолинская область, Есильский район вошёл в состав вновь образованной области.
В связи с освоением целинных и залежных земель, организацией новых совхозов, ростом экономики совхозов и колхозов, наличие огромных земельных площадей решается вопрос о разукрупнении Есильского района.
На основании указа Президиума Верховного Совета Казахской ССР от 22 октября 1955 года на территории района образовываются Баранкульский район с центром в посёлке центральной усадьбы совхоза «Баранкуль» и Кийминский район с центром в селе Кийме.
Центр Есильского района перенесён в населённый пункт при железнодорожной станции Есиль.
В течение 1954-1955 годов было создано 18 новых целинных совхозов: «Алма-Атинский», «Бузулукский», «Дальний», «Двуречный», «Ейский», «Жаныспайский», «Заречный», «Калачевский», «Красивинский», «Каракольский», «Комсомольский», «Курский», «Любимовский», им. Маяковского, «Мирный», «Московский», «37 лет Октября», «Свободный».
На основании решения исполкома Акмолинского областного совета депутатов трудящихся от 21 февраля 1958 года № 9/12 населённый пункт Есиль Кызылсуского сельского совета отнесён к категории рабочего посёлка.
Кызылсуский сельский совет Есильского района переименован в Есильский поселковый совет городского типа.
Указом Президиума Верховного Совета Казахской ССР от 3 апреля 1963 года посёлок Есиль отнесён к категории городов районного подчинения.
23 ноября 1970 года указом Президиума Верховного Совета Казахской ССР образована Тургайская область, с 23.11.1970 г. по 02.06.1988 г. Есильский район входил в состав Тургайской области.
Указом Президиума Верховного Совета Казахской ССР от 02.06.1988 г. Тургайская область была упразднена, Есильский район вошёл в состав Целиноградской области, где находился  с 02.06.1988 г. по 17.08.1990 г.
Указом Президиума Верховного Совета Казахской ССР от 01.08.1990 г. Тургайская область была восстановлена в прежних границах.
С 17.08.1990 г. по 22.04.1997 г. Есильский район входил в состав Тургайской области.
Указом Президента Республики Казахстан № 126 от 22.04.1997 г. « О мерах по оптимизации административно-территориального устройства Республики Казахстан» Тургайская область упразднена и Есильский район вошёл в состав Акмолинской области.

## Население
| Численность населения | Численность населения | Численность населения | Численность населения | Численность населения | Численность населения | Численность населения | Численность населения | Численность населения | Численность населения |
| 1959                  | 1970                  | 1979                  | 1989                  | 1991                  | 1999                  | 2004                  | 2005                  | 2006                  | 2007                  |
| --------------------- | --------------------- | --------------------- | --------------------- | --------------------- | --------------------- | --------------------- | --------------------- | --------------------- | --------------------- |
| 9892                  | ↗14 940               | ↘14 373               | ↗17 014               | ↗17 100               | ↘13 096               | ↘11 157               | ↘10 944               | ↘10 701               | ↘10 568               |
| 2008                  | 2009                  | 2010                  | 2011                  | 2012                  | 2013                  | 2014                  | 2015                  | 2016                  | 2017                  |
| ↘10 386               | ↗11 551               | ↘11 435               | ↘11 250               | ↘11 141               | ↘10 985               | ↘10 929               | ↘10 785               | ↘10 697               | ↘10 662               |
| 2018                  | 2019                  |                       |                       |                       |                       |                       |                       |                       |                       |
| ↘10 608               | ↘10 546               |                       |                       |                       |                       |                       |                       |                       |                       |

## Религия
Православные храмы
Есиль административно относится к Атбасарскому городскому благочинению Кокшетауской и Акмолинской епархии Казахстанского митрополичьего округа Русской православной церкви (МП).

## СМИ
Издаётся районная газета «Есіл-Инфо», есть радиостанция «Есиль +» (Есиль плюс).

## Образование и спорт
В городе Есиль функционируют 4 школы: КГУ "Общеобразовательная школа №1 города Есиль",  КГУ "Общеобразовательная школа №2 города Есиль", КГУ "Общеобразовательная школа №3 города Есиль", КГУ "Общеобразовательная школа имени Сайлау Серикова города Есиль", 3 детских сада: ГККП "Ясли-сад №2 "Болашақ" , ГККП "Ясли-сад №1 "Гульдер", ГККП "Ясли-сад №3 "Балбөбек", 1 музыкальная школа - ГККП "Детская музыкальная школа" и КГУ "Центр детско-юношеского творчества".              В городе действуют КГУ Есильская ДЮСШ отдела физической культуры и спорта, физкультурно-оздоровительный комплекс, Saruar Boldanov Jiu-jitsu & Grappling Academy, спортивный клуб ISHIM, MAXFITNESS CLUB.